# She Said Maybe
She Said Maybe är en tysk dramafilm som har premiär den 19 september 2025 på Netflix. Filmen är regisserad av Buket Alakus och Ngo The Chau, efter ett manus skrivet av Ipek Zübert.

## Handling
Mavi är uppvuxen i Tyskland men upptäcker att hon har en rik turkisk släkt. Deras glamorösa värld sätter hennes förhållande på prov.

## Rollista (i urval)
- Serkan Çayoglu
- Beritan Balci
- Meral Perin